# Distrito de Schwyz
El distrito de Schwyz es uno de los seis distritos del cantón de Schwyz (Suiza). Tiene una superficie de 506,4 km². La capital del distrito es Schwyz.

## Geografía
Situado entre los lagos de Lucerna y Zug, el distrito de Schwyz limita al norte con el cantón de Zug y el distrito de Einsiedeln, al noreste con el distrito de March, al este con el cantón de Glaris, al sur con el cantón de Uri, al suroeste con el cantón de Nidwalden, y al oeste con los distritos de Gersau, Lucerna (LU) y Küssnacht.
La totalidad del lago de Lauerz se encuentra dentro del distrito.

## Comunas
| Comuna        | Población (31.12.2008) | Superficie en km² |
| ------------- | ---------------------- | ----------------- |
| Alpthal       | 515                    | 22,9              |
| Arth          | 10 480                 | 48,6              |
| Illgau        | 793                    | 10,9              |
| Ingenbohl     | 8280                   | 16,2              |
| Lauerz        | 1031                   | 9,2               |
| Morschach     | 961                    | 23,4              |
| Muotathal     | 3571                   | 172,4             |
| Oberiberg     | 787                    | 32,9              |
| Riemenstalden | 83                     | 11,2              |
| Rothenthurm   | 2145                   | 22,8              |
| Sattel        | 1665                   | 17,3              |
| Schwyz        | 14 183                 | 53,3              |
| Steinen       | 3082                   | 11,8              |
| Steinerberg   | 862                    | 7,0               |
| Unteriberg    | 2321                   | 46,5              |
| Total (15)    | 50 759                 | 506,4             |